# Коксейде (авіабаза)
Авіабаза Коксейде (нід. Vliegbasis Koksijde, фр. Base aérienne de Coxyde), ICAO: EBFN — військовий аеродром Бельгійського повітряного компоненту, розташований біля містечка Коксейде на північному заході від Верне, Бельгія, приблизно за два кілометри від бельгійського узбережжя.
Аеродром служить базою для 40-ї вертолітної ескадрильї (нід. 40ste Smaldeel Heli, фр. 40 Escadrille Héli) Бельгійських ВПС. Вона призначена для пошуково-рятувальних робіт, боротьби з підводними човнами та транспортування військ.

## Історія
Перша авіабаза у цьому районі була створена у часи Першої світової війни, коли бельгійська армія побудувала тимчасовий аеродром для 1-ї, 2-ї та 3-ї ескадрилій. У міжвоєнний період аеродром було покинуто і, ймовірно, ця земля тоді використовувалася як сільськогосподарська. Сьогодні слідів від старого аеродрому не лишилося.
Під час окупації Бельгії німцями в роки Другої світової війни, авіабазу у Коксейде було створено вдруге — вермахт організував тут запасний аеродром для літаків Люфтваффе на шляху до Англії та з неї, побудувавши 800-метрову злітно-посадкову смугу.
У лютому 1942 року тут тимчасово дислокувалася друга ескадрилья першої нічної винищувальної групи для прикриття прориву німецьких лінійних кораблів «Гнейзенау» і «Шаргорст» і важкого крейсера «Принц Ойген» з Бреста до Німеччини. Серед інших пілотів, у Коксейде служив Гайнц-Вольфганг Шнауфер, що пізніше став відомим як нічний ас-винищувач з найвищим результатом в історії повітряних воєн. Після потужних бомбардувань союзниками взимку 1943—1944 рр. Люфтваффе відмовилося від цього аеродрому на початку 10 червня 1944, попередньо знищивши об'єкт і замінувавши територію. 
Після звільнення цієї території, восени 1944 року Британські Королівські ВПС відремонтували аеродром, а 15 жовтня 1946 передали його Бельгії (в цей день бельгійська військова авіація була перетворена в автономні сили, незалежні від бельгійської армії, таким чином він вважається днем утворення ВПС Бельгії).
1 січня 1948 року тут була створена льотна школа бельгійських ВПС, оснащена 14 винищувачами Spitfire, яку у 7 січня 1957 перевели на авіабазу Брустем.
1 квітня 1961 року тут було вперше розміщено гелікоптери — ланку Sikorsky HS1 і S-58C для пошуково-рятувальних операцій. 1 квітня 1971 цей підрозділ було розширено до ескадрильї, що складалася з шести ланок, в тому числі ланку для морських операцій, доповнену гелікоптерами Alouette III (решта ланок були обладнані вертольотами Sikorsky авіакомпанії Sabena).
30 жовтня 1974 року ця вертолітна частина отримала свою нинішню назву: 40-а вертолітна ескадрилья. У 1975 році гелікоптери Sikorsky S-58C були продані, натомість ескадрилья отримала п'ять гелікоптерів Sikorsky S-61 Sea King. Останні чотири Sikorsky HS1 були виведені з експлуатації наприкінці 1986 року.
За період з травня 2014 по березень 2017 ескадрилья була поповнена чотирма NH90 Caïman.  Починаючи з серпня 2015 року вони використовувалися для рятувальних робіт (спочатку паралельно з Sea King, які були остаточно виведені з експлуатації на початку 2019 року).
22 квітня 2019 року було оголошено, що авіабаза в Коксейде закриється, а вертольоти з неї будуть переміщені в аеропорт Остенде. Це планувалося зробити не пізніше грудня 2023 року , але у липні 2023 року заплановану дату переїзду було перенесено на 2026. 
Навколишні муніципалітети розглядають можливість надання території авіабази ряду нових функцій у довгостроковій перспектива, таких як перетворення на промислову та/або житлову зону.

## Авіашоу
Протягом багатьох десятиліть на авіабазі Коксейде проходило щорічне міжнародне авіашоу, на якому побували один чи кілька разів майже всі європейські пілотажні команди. Останнє велике авіашоу пройшло у 2011 році і було присвячене 65-річчю ВПС Бельгії. Серед інших, виступали «Буревісники» (ВПС США), «Саудівські Соколи» (Саудівська Аравія), «Червоні Стріли» (Королівські ВПС Великої Британії) і «Патруль де Франс» (Armée de l'air). Після 2011 через скорочення збройних сил Бельгії міжнародні авіашоу на авіабазі Коксейде більше не проводяться.
У 2014 та 2015 роках на базі було проведено парад старовинних літаків до сторіччя Першої світової війни. У 2016 місцевий аероклуб West Aviation Club провів тут відкритий чемпіонат Бельгії з аеробатики (Belgian Open Aerobatic Championship Koksijde), який з того часу проводиться щорічно в перші вихідні липня.

## Використання для спортивних змагань
У 1960-1980-х роках аеродром тимчасово використовувався для автоперегонів. З 1967 по 1969 та з 1986 по 1988 роки тут було проведено шість змагань Trofee van de Noordzee. У 1967 і 1968 роках тут проходили гонки Formula Vee. В 1969 році Trofee van de Noordsee представляв частину чемпіонату Європи з гонок Formula 5000. У 1980-х роках у Коксейде відбулися три гонки на автомобілях групи N. Подальші заходи, заплановані на 1989 та 1996 роки, були скасовані.
Велокрос Duinencross Koksijde, який проводиться з 1969 року, частково проходить на території аеродрому, зокрема там розташовані старт і фініш.

## Цікаві факти
Як і багато бельгійських авіабаз, як неактивних, так і активних, база Коксейде у вихідні дні доступна для використання приватною авіацією для дозвілля. 
По боках від входу до аеродрому виставлені літак Hawker Hunter F.4 і гелікоптер Sikorsky S-58C (обидва раніше належали ВПС Бельгії). Ще один списаний Sikorsky S-58C зберігається на базі та використовується для статичних показів.
База Коксейде фігурує в популярному бельгійському телесеріалі «Windkracht 10» (1997-1998) і у фільмі 2006 року «Windkracht 10: Koksijde Rescue» (в Україні відомий як «Шторм»).